# Kingyo Iwa
Kingyo Iwa är en kulle i Antarktis. Den ligger i Östantarktis. Norge gör anspråk på området. Toppen på Kingyo Iwa är 18 meter över havet.
Terrängen runt Kingyo Iwa är huvudsakligen kuperad, men norrut är den platt. Havet är nära Kingyo Iwa åt nordväst. Trakten är obefolkad. Det finns inga samhällen i närheten. 